# Abducción de Pascagoula
La abducción de Pascagoula fue un supuesto caso de avistamiento de ovnis y abducción extraterrestre ocurrido en 1973 a Charles Hickson y Calvin Parker, dos trabajadores de astillero que afirmaron haber sido secuestrados, examinados y liberados por extraterrestres mientras pescaban cerca de Pascagoula, Misisipi.

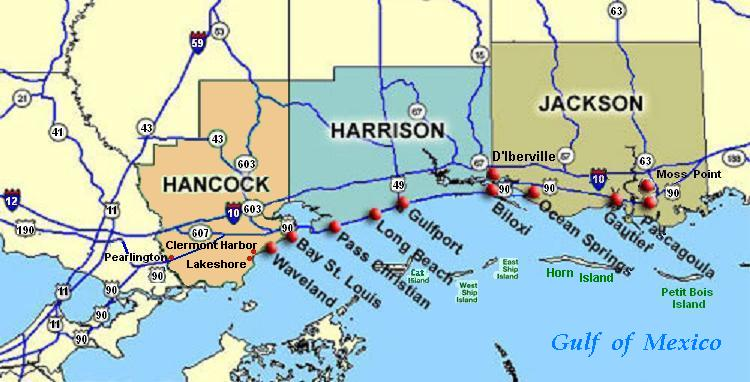
Mapa que muestra la ruta costera US 90, que conecta Pascagoula con Ocean Springs, Misisipi.

## La abducción
La noche del 11 de octubre de 1973, Charles Hickson, de 42 años, y Calvin Parker, de 19, relataron en la oficina del sheriff del condado de Jackson que pescaban en un muelle en la orilla oeste del río Pascagoula cuando escucharon un zumbido, vieron dos luces azules intermitentes y luego un objeto de forma ovalada entre 9-12 metros de ancho y 2-3 metros de largo. Ambos afirmaron que estaban «conscientes pero paralizados» mientras tres «criaturas con bocas robóticas resquebrajadas y pinzas similares a las de un cangrejo» los subieron al objeto y los sometieron a un examen.

## Publicidad y actividades posteriores
Después del incidente, Hickson asistió a entrevistas y conferencias, salió en televisión, en 1974 afirmó tener más otros encuentros con extraterrestres y en 1983 publicó por su cuenta un libro llamado Contacto OVNI en Pascagoula. Más tarde, Parker asistió a convenciones sobre OVNIS y fundó la empresa ''UFO Investigations'' para producir series de televisión sobre el tema.
Hickson murió de un ataque al corazón en septiembre de 2011. Tenía 80 años.
Por otro lado, Parker publicó en 2018 su libro Pascagoula, el encuentro más cercano. Mi historia, que vendría a ser «el primer relato completo del evento dado por Parker en el que también relata cómo este afectó su vida».
El 22 de junio de 2019, la sociedad histórica de Pascagoula inauguró un marcador histórico en el sitio donde se afirma ocurrió la abducción. A la ceremonia asistieron Parker y la familia de Hickson. «Es muy emotivo para mí. Realmente no puedo describirlo porque rompería a llorar si lo hiciera. Ojalá cuando muera pudiera ser enterrado justo aquí, debajo de esta placa; eso lo explicaría mejor. Es todo un honor», afirmó Parker.
Parker murió de cáncer de riñón en agosto de 2023. Tenía 68 años.

## Escepticismo
El periodista de aviación Philip J. Klass encontró ''discrepancias'' en la historia de Hickson, señaló que se negó a realizar un examen de polígrafo dirigido por un examinador experto y finalmente concluyó que el caso era un engaño.   De manera similar piensa el investigador Joe Nickell, quien escribió que el comportamiento de Hickson era ''cuestionable'' y que más tarde alteró o embelleció sus afirmaciones. También especuló que Hickson pudo haber fantaseado con el encuentro extraterrestre durante una ''alucinación hipnagógica'', y que la corroboración de la historia por parte de Parker quizá se debió a la sugestibilidad, puesto que en un principio dijo a la policía que «se había desmayado al comienzo del incidente y no pudo recuperar la consciencia hasta que acabó», algo que apoyó Hickson durante su aparición en el programa To Tell the Truth.